# Polygonum albanicum
Polygonum albanicum là một loài thực vật có hoa trong họ Rau răm. Loài này được Jáv. miêu tả khoa học đầu tiên năm 1921.